# 1. Fussballclub Heidenheim 1846 2015-2016
Questa voce raccoglie le informazioni riguardanti lo  1. Fussballclub Heidenheim 1846   nelle competizioni ufficiali della stagione calcistica 2015-2016.

## Stagione
Nella stagione 2015-2016 l'Heidenheim, allenato da Frank Schmidt, concluse il campionato di 2. Bundesliga al 11º posto. In Coppa di Germania l'Heidenheim fu eliminato ai quarti di finale dall'Hertha Berlino.

## Rosa
| N. |                     | Ruolo | Calciatore          |
| -- | ------------------- | ----- | ------------------- |
| 1  | Germania (bandiera) | P     | Jan Zimmermann      |
| 3  | Germania (bandiera) | D     | Ronny Philp         |
| 5  | Germania (bandiera) | D     | Mathias Wittek      |
| 6  | Germania (bandiera) | C     | Julius Reinhardt    |
| 7  | Germania (bandiera) | C     | Marc Schnatterer    |
| 9  | Francia (bandiera)  | A     | Smail Morabit       |
| 10 | Norvegia (bandiera) | A     | Bård Finne          |
| 11 | Germania (bandiera) | A     | Denis Thomalla      |
| 13 | Germania (bandiera) | C     | Robert Leipertz     |
| 14 | Italia (bandiera)   | C     | Maurizio Scioscia   |
| 16 | Germania (bandiera) | D     | Tim Göhlert         |
| 18 | Germania (bandiera) | C     | Sebastian Griesbeck |

| N. |                      | Ruolo | Calciatore           |
| -- | -------------------- | ----- | -------------------- |
| 19 | Germania (bandiera)  | P     | Sven Ullrich         |
| 21 | Australia (bandiera) | C     | Ben Halloran         |
| 22 | Germania (bandiera)  | P     | Kevin Müller         |
| 23 | Germania (bandiera)  | D     | Kevin Kraus          |
| 26 | Germania (bandiera)  | C     | Marcel Titsch-Rivero |
| 28 | Germania (bandiera)  | D     | Arne Feick           |
| 29 | Germania (bandiera)  | D     | Robert Strauß        |
| 30 | Germania (bandiera)  | C     | Norman Theuerkauf    |
| 31 | Germania (bandiera)  | C     | Dominik Widemann     |
| 33 | Germania (bandiera)  | D     | Timo Beermann        |
| 38 | Germania (bandiera)  | C     | Tim Skarke           |

## Organigramma societario
Area tecnica
- Allenatore: Frank Schmidt
- Allenatore in seconda: Alexander Raaf
- Preparatore dei portieri: Bernd Weng
- Preparatori atletici: Said Lakhal, Robert Wohlrab

## Risultati

### 2. Bundesliga

#### Girone di andata
| Arbitro: | Dingert |

|           |           |  |
| Kraus 86’ | Marcatori |  |

| Arbitro: | Dankert |

|                                        |           |                          |
| Blum 13’ Leipertz 42’ (aut.) Polák 87’ | Marcatori | 17’ Leipertz 59’ Morabit |

| Arbitro: | Jablonski |

|            |           |  |
| Wittek 77’ | Marcatori |  |

| Sandhausen 21 agosto 2015, ore 18:30 CEST 4ª giornata | Sandhausen | 0 – 0 referto | Heidenheim | Hardtwaldstadion (5 752 spett.)\| Arbitro: \| Alt \| |
| Arbitro:                                              | Alt        |               |            |                                                      |

| Arbitro: | Brand |

|                                          |           |               |
| Morabit 58’ Schnatterer 62’ Leipertz 86’ | Marcatori | 19’ Przybyłko |

| Bielefeld 12 settembre 2015, ore 13:00 CEST 6ª giornata | Arminia Bielefeld | 0 – 0 referto | Heidenheim | SchücoArena (15 791 spett.)\| Arbitro: \| Heft \| |
| Arbitro:                                                | Heft              |               |            |                                                   |

| Arbitro: | Winkmann |

|                  |           |                 |
| Frahn 62’ (rig.) | Marcatori | 36’ Halstenberg |

| Arbitro: | Dietz |

|           |           |  |
| Maier 34’ | Marcatori |  |

| Arbitro: | Sippel |

|          |           |               |
| Feick 9’ | Marcatori | 90’ Valentini |

| Arbitro: | Aarnink |

|  |           |                                                             |
|  | Marcatori | 13’ Theuerkauf 24’ (aut.) Hajsafi 40’ Griesbeck 65’ Morabit |

| Arbitro: | Siewer |

|            |           |  |
| Skarke 83’ | Marcatori |  |

| Arbitro: | Jablonski |

|             |           |  |
| Khelifi 77’ | Marcatori |  |

| Arbitro: | Storks |

|  |           |                            |
|  | Marcatori | 27’ Kreilach 59’ Skrzybski |

| Arbitro: | Perl |

|         |           |              |
| Koç 39’ | Marcatori | 65’ Grimaldi |

| Arbitro: | Osmers |

|              |           |                |
| Leipertz 64’ | Marcatori | 4’, 90’ Šukalo |

| Arbitro: | Sippel |

|                 |           |                               |
| Schnatterer 13’ | Marcatori | 42’ (rig.) Petersen 90’ Guédé |

| Arbitro: | Weiner |

|           |           |                 |
| Bulut 46’ | Marcatori | 32’ Schnatterer |

#### Girone di ritorno
| Arbitro: | Schröder |

|            |           |                                      |
| Okotie 45’ | Marcatori | 6’ Halloran 54’ Leipertz 83’ Morabit |

| Arbitro: | Meyer |

|  |           |                                        |
|  | Marcatori | 16’ Burgstaller 60’ Schöpf 84’ Behrens |

| Arbitro: | Perl |

|  |           |              |
|  | Marcatori | 69’ Leipertz |

| Arbitro: | Weiner |

|              |           |               |
| Thomalla 20’ | Marcatori | 84’ Jovanović |

| Arbitro: | Jablonski |

|                    |           |                        |
| Karl 55’ Vučur 74’ | Marcatori | 45’ Feick 90’ Leipertz |

| Arbitro: | Thomsen |

|                                          |           |                        |
| Schnatterer 48’, 55’ (rig.) Leipertz 62’ | Marcatori | 49’ Hemlein 80’ Börner |

| Arbitro: | Storks |

|                                    |           |              |
| Kaiser 56’ Poulsen 62’ Compper 83’ | Marcatori | 21’ Leipertz |

| Arbitro: | Hartmann |

|                        |           |  |
| Thomalla 71’ Finne 81’ | Marcatori |  |

| Karlsruhe 13 marzo 2016, ore 13:30 CET 26ª giornata | Karlsruhe | 0 – 0 referto | Heidenheim | Wildparkstadion (12 477 spett.)\| Arbitro: \| Siebert \| |
| Arbitro:                                            | Siebert   |               |            |                                                          |

| Arbitro: | Perl |

|                           |           |                          |
| Thomalla 81’ Halloran 88’ | Marcatori | 22’ Awoniyi 73’ Përdedaj |

| Arbitro: | Alt |

|  |           |                         |
|  | Marcatori | 24’ Griesbeck 49’ Finne |

| Arbitro: | Kempter |

|                                  |           |                                  |
| Schnatterer 49’ (rig.) Feick 74’ | Marcatori | 21’ (aut.) Reinhardt 41’ Kumbela |

| Arbitro: | Heft |

|          |           |  |
| Wood 27’ | Marcatori |  |

| Arbitro: | Gerach |

|             |           |              |
| Leipertz 2’ | Marcatori | 21’ Bakalorz |

| Arbitro: | Aarnink |

|  |           |                          |
|  | Marcatori | 6’ Leipertz 57’ Thomalla |

| Arbitro: | Perl |

|                        |           |  |
| Niederlechner 87’, 90’ | Marcatori |  |

| Arbitro: | Alt |

|                  |           |                                            |
| Morabit 78’, 90’ | Marcatori | 1’, 59’, 67’ (rig.) Terodde 56’ Terrazzino |

### Coppa di Germania
| Arbitro: | Siewer |

|               |           |                                            |
| Schmieden 82’ | Marcatori | 28’ Halloran 32’ Morabit 51’, 80’ Leipertz |

| Arbitro: | Stark |

|                                             |                      |                                                  |
| Bouhaddouz Paqarada Roßbach Stolz Linsmayer | Tiri di rigore 3 – 4 | Kraus Schnatterer Theuerkauf Titsch-Rivero Feick |

| Arbitro: | Winkmann |

|  |           |                           |
|  | Marcatori | 48’ Feick 54’ Schnatterer |

| Arbitro: | Aytekin |

|                                  |           |                                 |
| Feick 10’ Schnatterer 82’ (rig.) | Marcatori | 14’, 21’ Ibišević 58’ Haraguchi |

## Statistiche

### Statistiche di squadra
| Competizione      | Punti | In casa | In casa | In casa | In casa | In casa | In casa | In trasferta | In trasferta | In trasferta | In trasferta | In trasferta | In trasferta | Totale | Totale | Totale | Totale | Totale | Totale | DR |
| Competizione      | Punti | G       | V       | N       | P       | Gf      | Gs      | G            | V            | N            | P            | Gf           | Gs           | G      | V      | N      | P      | Gf     | Gs     | DR |
| ----------------- | ----- | ------- | ------- | ------- | ------- | ------- | ------- | ------------ | ------------ | ------------ | ------------ | ------------ | ------------ | ------ | ------ | ------ | ------ | ------ | ------ | -- |
| 2. Bundesliga     | 45    | 17      | 6       | 6       | 5       | 23      | 24      | 17           | 5            | 6            | 6            | 19           | 16           | 34     | 11     | 12     | 11     | 42     | 40     | +2 |
| Coppa di Germania | -     | 1       | 0       | 0       | 1       | 2       | 3       | 3            | 2            | 1            | 0            | 6            | 1            | 4      | 2      | 1      | 1      | 8      | 4      | +4 |
| Totale            | -     | 18      | 6       | 6       | 6       | 25      | 27      | 20           | 7            | 7            | 6            | 25           | 17           | 38     | 13     | 13     | 12     | 50     | 44     | +6 |

### Andamento in campionato
| Giornata  | 1 | 2 | 3 | 4 | 5 | 6 | 7 | 8 | 9 | 10 | 11 | 12 | 13 | 14 | 15 | 16 | 17 | 18 | 19 | 20 | 21 | 22 | 23 | 24 | 25 | 26 | 27 | 28 | 29 | 30 | 31 | 32 | 33 | 34 |
| --------- | - | - | - | - | - | - | - | - | - | -- | -- | -- | -- | -- | -- | -- | -- | -- | -- | -- | -- | -- | -- | -- | -- | -- | -- | -- | -- | -- | -- | -- | -- | -- |
| Luogo     | C | T | C | T | C | T | C | T | C | T  | C  | T  | C  | T  | C  | C  | T  | T  | C  | T  | C  | T  | C  | T  | C  | T  | C  | T  | C  | T  | C  | T  | T  | C  |
| Risultato | V | P | V | N | V | N | N | P | N | V  | V  | P  | P  | N  | P  | P  | N  | V  | P  | V  | N  | N  | V  | P  | V  | N  | N  | V  | N  | P  | N  | V  | P  | P  |
| Posizione | 3 | 8 | 6 | 7 | 3 | 5 | 5 | 9 | 8 | 7  | 4  | 8  | 8  | 8  | 9  | 10 | 11 | 10 | 11 | 8  | 10 | 10 | 7  | 7  | 7  | 6  | 6  | 6  | 6  | 9  | 9  | 8  | 10 | 11 |

Legenda:

Luogo: C = Casa; T = Trasferta. Risultato: V = Vittoria; N = Pareggio; P = Sconfitta.

### Statistiche dei giocatori
| Giocatore        | 2. Bundesliga | 2. Bundesliga | 2. Bundesliga | 2. Bundesliga | Coppa di Germania | Coppa di Germania | Coppa di Germania | Coppa di Germania | Totale   | Totale | Totale      | Totale     |
| Giocatore        | Presenze      | Reti          | Ammonizioni   | Espulsioni    | Presenze          | Reti              | Ammonizioni       | Espulsioni        | Presenze | Reti   | Ammonizioni | Espulsioni |
| ---------------- | ------------- | ------------- | ------------- | ------------- | ----------------- | ----------------- | ----------------- | ----------------- | -------- | ------ | ----------- | ---------- |
| K. Müller        | 4             | 0             | 0             | 0             | 4                 | 0                 | 0                 | 0                 | 8        | 0      | 0           | 0          |
| S. Ullrich       | -             | -             | -             | -             | -                 | -                 | -                 | -                 | -        | -      | -           | -          |
| J. Zimmermann    | 30            | 0             | 1             | 0             | -                 | -                 | -                 | -                 | 30       | 0      | 1           | 0          |
| T. Beermann      | 17            | 0             | 2             | 0             | 2                 | 0                 | 0                 | 0                 | 19       | 0      | 2           | 0          |
| A. Feick         | 33            | 3             | 6             | 0             | 4                 | 2                 | 1                 | 0                 | 37       | 5      | 7           | 0          |
| T. Göhlert       | 12            | 0             | 0             | 0             | 1                 | 0                 | 0                 | 0                 | 13       | 0      | 0           | 0          |
| K. Kraus         | 32            | 1             | 2             | 0             | 3                 | 0                 | 0                 | 0                 | 35       | 1      | 2           | 0          |
| K. Njie          | -             | -             | -             | -             | -                 | -                 | -                 | -                 | -        | -      | -           | -          |
| R. Philp         | 15            | 0             | 5             | 0             | 2                 | 0                 | 1                 | 0                 | 17       | 0      | 6           | 0          |
| M. Scioscia      | -             | -             | -             | -             | 1                 | 0                 | 0                 | 0                 | 1        | 0      | 0           | 0          |
| R. Strauß        | 21            | 0             | 4             | 0             | 3                 | 0                 | 0                 | 0                 | 24       | 0      | 4           | 0          |
| M. Wittek        | 18            | 1             | 5             | 1             | 2                 | 0                 | 0                 | 0                 | 20       | 1      | 5           | 1          |
| S. Griesbeck     | 31            | 2             | 8             | 0             | 3                 | 0                 | 1                 | 0                 | 34       | 2      | 9           | 0          |
| B. Halloran      | 22            | 2             | 4             | 0             | 4                 | 1                 | 1                 | 0                 | 26       | 3      | 5           | 0          |
| J. Reinhardt     | 8             | 0             | 1             | 0             | 1                 | 0                 | 0                 | 0                 | 9        | 0      | 1           | 0          |
| M. Schnatterer   | 34            | 6             | 2             | 0             | 4                 | 2                 | 1                 | 0                 | 38       | 8      | 3           | 0          |
| T. Skarke        | 11            | 1             | 2             | 0             | 3                 | 0                 | 0                 | 0                 | 14       | 1      | 2           | 0          |
| N. Theuerkauf    | 27            | 1             | 4             | 0             | 2                 | 0                 | 0                 | 0                 | 29       | 1      | 4           | 0          |
| M. Titsch-Rivero | 24            | 0             | 6             | 0             | 3                 | 0                 | 0                 | 0                 | 27       | 0      | 6           | 0          |
| B. Finne         | 14            | 2             | 1             | 0             | 1                 | 0                 | 0                 | 0                 | 15       | 2      | 1           | 0          |
| R. Leipertz      | 34            | 10            | 3             | 0             | 4                 | 2                 | 1                 | 0                 | 38       | 12     | 4           | 0          |
| S. Morabit       | 27            | 6             | 3             | 0             | 3                 | 1                 | 0                 | 0                 | 30       | 7      | 3           | 0          |
| D. Thomalla      | 13            | 4             | 1             | 0             | 1                 | 0                 | 0                 | 0                 | 14       | 4      | 1           | 0          |
| D. Widemann      | 5             | 0             | 0             | 0             | 1                 | 0                 | 0                 | 0                 | 6        | 0      | 0           | 0          |
| D. Frahn         | 10            | 1             | 2             | 0             | 1                 | 0                 | 0                 | 0                 | 11       | 1      | 2           | 0          |
| A. Grimaldi      | 10            | 1             | 2             | 0             | 2                 | 0                 | 0                 | 0                 | 12       | 1      | 2           | 0          |
| S. Heidinger     | 4             | 0             | 0             | 0             | -                 | -                 | -                 | -                 | 4        | 0      | 0           | 0          |
| F. Schröter      | 3             | 0             | 1             | 0             | -                 | -                 | -                 | -                 | 3        | 0      | 1           | 0          |
| A. Voglsammer    | 13            | 0             | 0             | 0             | 1                 | 0                 | 0                 | 0                 | 14       | 0      | 0           | 0          |